# Alfred Dressler
Ernst Alfred Dressler, auch Dreßler, (* 20. Juli 1900 in Dresden; † 5. Juli 1976 ebenda) war ein deutscher Schauspieler, Dramaturg und Schriftsteller sowie Übersetzer.

## Leben
Er war der Sohn des Obergütervorstehers der Deutschen Reichsbahn in Dresden, Franz Eugen Dressler. Nach dem Besuch des Gymnasiums in Dresden studierte er Schauspielkunst, war anschließend als solcher und als Dramaturg sowie Schriftsteller freischaffend tätig und unternahm zahlreiche Bildungsreisen in das In- und Ausland. Alfred Dressler blieb Dresden verbunden und wohnte in der Kurfürstenstraße 21 in der Neustadt und nach der Bombenzerstörung 1945 in der Dr.-Conert-Straße. Zuletzt widmete er sich hauptsächlich Übersetzungen. Er starb 1976 in Dresden.

## Schriften (Auswahl)
- Glückliche Menschen. 1920.
- Die Zuflucht. 1920.
- Die Stunde des Weibes, 1923.
- Der Reiter in den Sumpf. Kammerspiel. 1924.
- Zwei Wege. Roman. Sonnemann, Halle (Saale) 1925.
- Von der Höhe ins Tal. Novelle. 1925.
- Jürgen fliegt nach Afrika. Erzählung. 1931.[1]
- als Übersetzer: Jiri Spevacek: Karl IV. Sein Leben und seine staatsmännische Leistung. Academia, Praha und Union-Verlag, Berlin 1979.